# Turdina escatosa
La turdina escatosa (Turdinus marmoratus) és un ocell de la família dels pel·lorneids (Pellorneidae).

## Hàbitat i distribució
Habita els boscos de les muntanyes de Malaca central i Sumatra.